# Most 6 października
Most 6 października (ang. 6th October Bridge) (arab. جسر 6 أكتوبر; Kubri 6 Uktubar) – most na Nilu w Kairze w Egipcie.
Przez most przebiega estakada autostrady, która łączy miasto z tutejszym portem lotniczym, z Az-Zamalik (jej południową częścią Dżazirą (Gezirą)), a dalej z gizyjską dzielnicą Doki i Aguza. Jej nazwa upamiętnia wybuch wojny Jom Kipur w 6 października 1973 roku.
Most nazwany jest kręgosłupem Kairu, ponieważ codziennie korzysta z niego pół miliona osób. Ze względu na kluczową rolę w ruchu w stolicy na moście jest zawsze tłoczno, więc podróż z jednego końca na drugi może trwać nawet 45 minut.
Most został ukończony w 1996 roku, jego budowa trwała ponad 30 lat. Zaczęło się od skromnego pierwszego etapu budowy – 130 m długości estakady, mostu nad wschodnią odnogą Nilu (budowa trwała od maja 1969 r. do sierpnia 1972), dziewiąty etap, zakończył budowę estakady o całkowitej długości 20,5 km. Biegnie od Muzeum Rolnictwa w gizyjskiej dzielnicy Dokki do autostrady w dzielnicy Nasr City. Budowa Mostu 6 października została uznana za narodowy projekt infrastruktury.

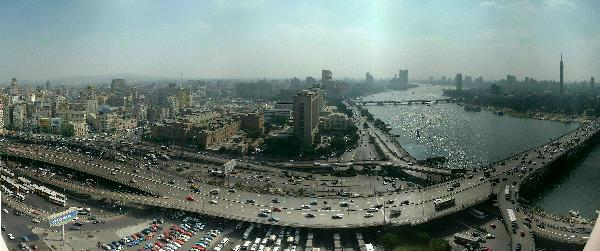
Most 6 października, widok od strony Hotelu Ramses Hilton